# Lupte libere
Lupta liberă este un stil de luptă. Alături de greco-roman, este unul dintre cele două stiluri de luptă disputate la Jocurile Olimpice. Luptele la liceu și luptele colegiale bărbaților din Statele Unite sunt desfășurate în conformitate cu reguli diferite și sunt denumite lupte școlare și colegiale. Luptele colegiale de femei din SUA se desfășoară conform regulilor de lupte libere. Spre deosebire de stilul greco-roman, apucările de membre inferioare nu sunt interzise.